# アア溶岩

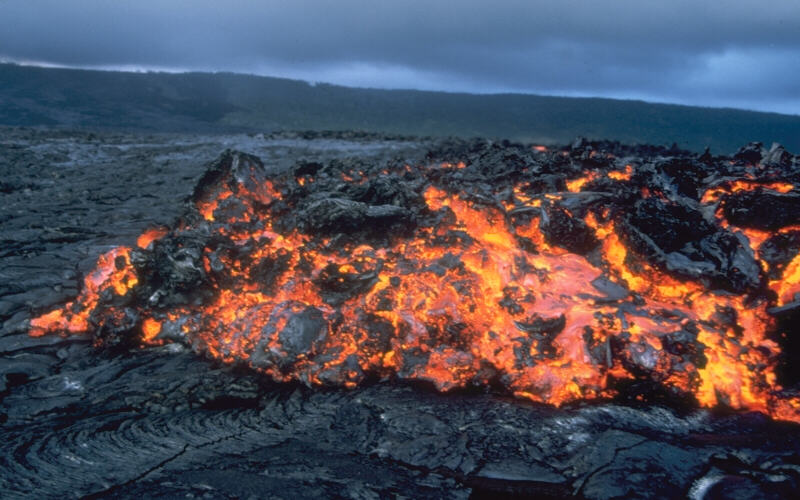
アア溶岩

アア溶岩（アアようがん、英: aa lava）は、玄武岩質溶岩の表面の形態の一種。鉱滓状溶岩（）ともいう。ハワイ語に由来する地球科学の専門用語である。

## 概説
粘性の小さい溶岩流が固まる時に表面がスラグ（鉱滓）で覆われたような、ガサガサで刺々しい状態になったものをいう。後に地球科学の用語となった。ハワイのキラウエア火山や、日本の三宅島（伊豆諸島），伊豆大島，三原山などに見ることができる。
「アア (aa)」とは、表面のトゲトゲした状態を表す、ハワイ語の言葉「アアー」(ʻAʻā) に由来し、溶岩が滑らかに流れるパホイホイ溶岩と対比して、地球科学の世界で広く用いられる単語となっている。